# Toshitaka Tsurumi
Toshitaka Tsurumi (født 22. december 1986) er en tidligere japansk fodboldspiller.
Han har spillet for flere forskellige klubber i sin karriere, herunder Shonan Bellmare og Gainare Tottori.